# ダミアン・マーリー
ダミアン・ロバート・ネスタ・マーリー（Damian Robert Nesta Marley、1978年7月21日 - ）はジャマイカのレゲエディージェイ。渾名はジュニア・ゴング (Junior Gong)。グラミー賞を3度受賞している。
父はレゲエミュージシャンのボブ・マーリー、母は1976年度のミス・ワールドであるシンディ・ブレイクスピア。

## 来歴

### 少年期
1978年、ダミアンはボブ・マーリーとシンディ・ブレイクスピアの子として生まれる。ボブはダミアンが2歳のときに死亡してしまったが、父親に良く似たダミアンはボブのニックネーム「タフ・ゴング」をもじった「ジュニア・ゴング」というニックネームで呼ばれるようになった。
彼は13歳のときから兄のジギー、スティーブンら兄弟姉妹達と音楽活動を開始する。しかし、彼は他の兄弟姉妹が選んだ器楽演奏や歌ではなく、ディージェイの道を目指した。

### デビュー
ダミアンは1996年にアルバム『Mr. Marley』でデビューすると、2001年にはセカンド『Halfway Tree』を発表し、同作で2002年のグラミー賞ベスト・レゲエ・アルバム部門を受賞した。
2004年、彼の4人の兄（ジギー、ジュリアン、スティーブン、キマーニ）と共に世界27都市を回る「ボブ・マーリー・ルーツロックレゲエ・フェスティバル」ツアーを行った。また同年にはサイプレス・ヒルのアルバム『Till Death Do Us Part』に収録された「Ganja Bus」、スヌープ・ドッグの『Tha Blue Carpet Treatment』に収録された「Get a Light」、さらにメソッド・マン&レッドマン「Lyrical 44」にそれぞれ客演した。

### Welcome to Jamrock
2005年に発表されたボビー・ブラウンやナズ、バニー・ウェイラーなど幅広い客演陣を迎えたアルバム『Welcome to Jamrock』は翌2006年の第48回グラミー賞においてベスト・レゲエ・アルバム部門とベスト・アーバン/オルタナティブ・パフォーマンス部門を受賞し、ダミアンはレゲエアーティストとしては初のグラミー賞2部門同時受賞者となった。同アルバムのタイトル曲「Welcome to Jamrock」はゲームソフト「ザ・シムズ2」と「FIFA 06」のサウンドトラックにも収録された。また、同年にはモーガン・ヘリティッジの『Full Circle』に収録された「Girlz 'Round The World」に客演した。
2006年にはスティーブン・マーリー「The Traffic Jam」に客演し、アメリカのミュージシャン、ベン・ハーパーと全米ツアーを行った。
2007年にはグウェン・ステファニーのアルバム『The Sweet Escape』に収録された「Now That You Got It」、さらにグールー『Jazzmatazz 4』に収録された「Stand Up」に客演した。また、フィラデルフィアで行われたヴァン・ヘイレンの再結成コンサートの前座を務めた。
2008年にはマライア・キャリーのアルバム『E=MC²』に収録された「Cruise Control」に参加した。また、同年発表されたシングル「Mission」がジャマイカでヒットし、「Something For You (One Loaf Of Bread)」はゲームソフト「FIFA 09」に収録された。

### Distant Relatives
2010年2月5日、ブラック・エンターテインメント・テレビジョンのハイチ地震チャリティライブに参加し、ナズとコラボレーションした「Strong Will Continue」を歌った。2月23日と24日にはバンクーバーオリンピックでライブを行った。
5月17日、ナズとのコラボレーションアルバム『Distant Relatives』を発表した。アルバムタイトルは「遠く離れた親戚」という意味で、ダミアンとナズ、レゲエとヒップホップ、そしてアフリカ大陸に先祖を持つ全ての人々のことを表している。

### スーパーヘヴィ
2011年にはミック・ジャガー、デイヴ・ステュアート、ジョス・ストーン、A・R・ラフマーンとの5人組のスーパーグループであるスーパーヘヴィを結成した。2011年9月にはファーストアルバム『スーパーヘヴィ』を発表した。

## 人物
ダミアンは父方に10人、母方に2人、合計12人の兄弟姉妹がいる。また彼はラスタファリアンであり、「one love, one planet, and freedom for all nations」を信条としている。アメリカ合衆国マイアミと、ジャマイカキングストン双方に家があり、それぞれを行き来する生活を送っている。

## ディスコグラフィ

### アルバム
- Mr. Marley （1996年）
- Halfway Tree （2001年）
- Welcome to Jamrock （2005年）
- Distant Relatives （ナズとのコラボレーション、2010年）

### シングル
| 年   | タイトル                                                 | チャート               | チャート                 | チャート            | チャート             | アルバム           |
| ---- | -------------------------------------------------------- | ---------------------- | ------------------------ | ------------------- | -------------------- | ------------------ |
| 年   | タイトル                                                 | 全米ビルボードチャート | R&B/Hip-Hop Tracks chart | UK Rap Tracks chart | 全英シングルチャート | アルバム           |
| 2005 | "Welcome to Jamrock"                                     | #55                    | #18                      | #12                 | #13                  | Welcome to Jamrock |
| 2005 | "The Master Has Come Back"                               | -                      | -                        | -                   | #74                  | Welcome to Jamrock |
| 2005 | "Road to Zion" (featuring Nas)                           | -                      | #57                      | -                   | -                    | Welcome to Jamrock |
| 2006 | "Beautiful" (featuring Bobby Brown)                      | -                      | -                        | -                   | #39                  | Welcome to Jamrock |
| 2006 | "All Night" (featuring Stephen Marley)                   | -                      | -                        | -                   | -                    | Welcome to Jamrock |
| 2007 | "Now That You Got It" (Gwen Stefani feat. Damian Marley) | -                      | -                        | -                   | #59                  | The Sweet Escape   |
| 2008 | "One Loaf Of Bread"                                      | -                      | -                        | -                   | -                    | FIFA 09 Soundtrack |
| 2010 | "As We Enter"                                            | #116                   | -                        | -                   | #39                  | Distant Relatives  |